# Mathieu Le Nain

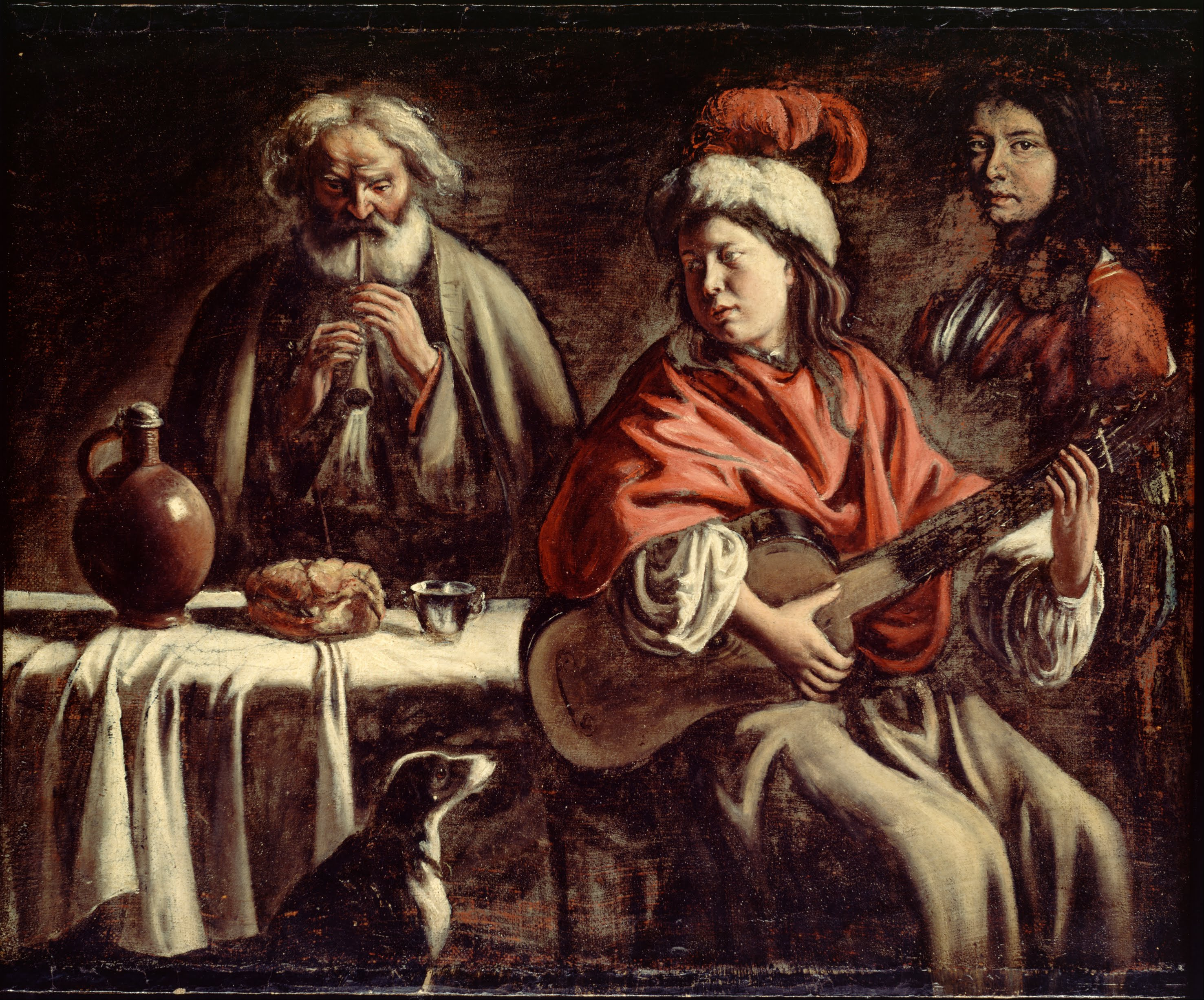
Musicisti

Mathieu Le Nain, detto le chevalier (Laon, 1604 – Parigi, 20 aprile 1677), è stato un pittore francese.

## Biografia

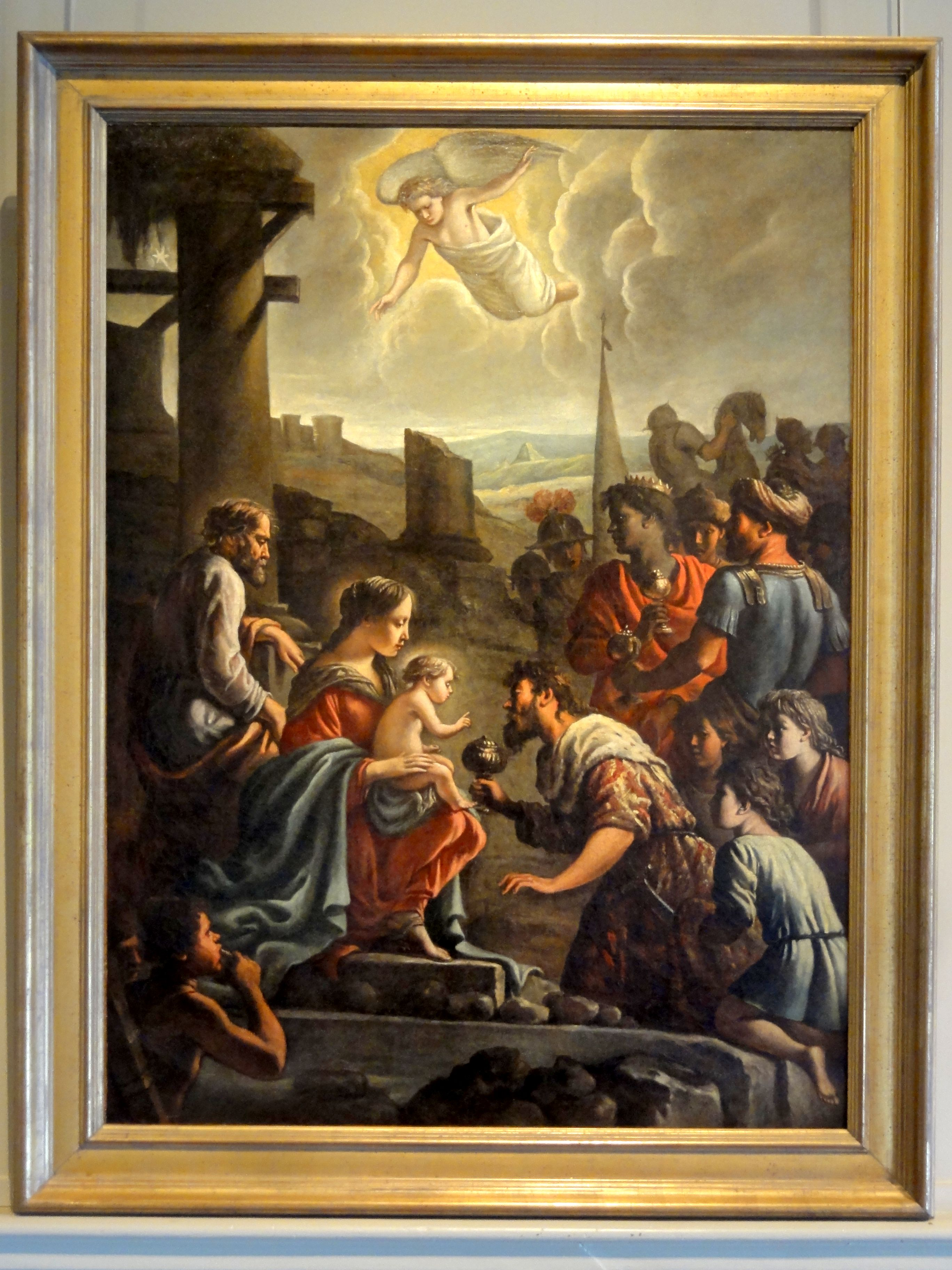
L'Adorazione dei Magi

Figlio di Etienne e fratello di Antoine e Louis Le Nain, operò inizialmente nella sua città natale e, dal 1629 o 1630 al 1677, a Parigi.
A causa delle notevoli somiglianze negli stili pittorici dei tre fratelli e alla difficoltà nel distinguere le opere di uno o degli altri (loro stessi spesso firmarono con il solo cognome e spesso collaborarono sullo stesso dipinto), generalmente ci si riferisce a loro tre come una singola entità. Le Nain, nominato pittore della città di Parigi nel 1633, e i suoi fratelli Louis e Antoine avevano un comune atelier in questa città e furono tra i fondatori dell'Académie royale de peinture et de sculpture nel 1648. Sempre nel 1633 Mathieu fu nominato tenente della Compagnia borghese di Sieur du Ry e nel 1649 donò all'Accademia il dipinto Ritratto di Mazarino. A partire dal 1652 si trovano parecchi documenti firmati da Mathieu relativi a merci, beni immobili ed altri affari. Nel 1658 assunse il titolo di Sieur de la Jumelle, il nome della sua tenuta presso Laon. Nel 1662 fu decorato con l'ordine di San Michele, onore a cui fu costretto a rinunciare nel 1666.
Quest' artista si dedicò principalmente alla pittura di genere e ritrattistica, anche di gruppo, ma realizzò anche dipinti a soggetto mitologico. Inoltre, collaborò con i suoi fratelli alla realizzazione di dipinti di soggetto religioso. Le sue opere, di stile più eclettico rispetto a quelle dei fratelli, presentano reminiscenze di Willem Duyster, Jan Olis e Hendrick Bloemaert, oltre che un evidente stampo caravaggesco, tanto che, nel XIX secolo, l'opera del Dumesnil de La Tour fu interamente attribuita ai fratelli Le Nain. Brillante ed elegante, Mathieu smise presto di realizzare scene di genere in ambientazione rurale per dedicarsi piuttosto a ritrarre militari e giovani con cappello e risvolti di merletto, come ad esempio in Corpo di guardia (1643) o I giocatori di trictrac. Caratteristica della sua produzione è l'intensità dello sguardo delle persone ritratte.
Subirono la sua influenza Pierre Montallier ed il Maestro delle beghine, mentre furono suoi seguaci Jean Michelin ed il Maestro dei giochi, nome che con tutta probabilità si riferisce ad un artista fiammingo risiedente a Parigi.

## Opere
- Allegoria della vittoria, olio su tela, 151 × 115 cm, 1635 circa, Museo del Louvre, Parigi[6]
- I bari, olio su tela, Musée des beaux-arts, Reims[7]
- Un litigio, olio su tela, 75,5 × 93 cm, 1640, National Museum of Wales, Cardiff[8]
- L'Annunciazione, olio su tavola, 104,5 x 87,3 cm, Musée Rolin, Autun[9]
- L'Adorazione dei Magi, dipinto, Musée Bossuet, Meaux[10]